# Mutslangoer
De mutslangoer (Trachypithecus cristatus)  is een zoogdier uit de familie van de apen van de Oude Wereld (Cercopithecidae). De wetenschappelijke naam van de soort werd voor het eerst geldig gepubliceerd door Thomas Stamford Raffles in 1821.

## Voorkomen
De soort komt voor op Sumatra, Borneo (Indonesië, Maleisië en Brunei) en enkele kleinere eilanden daartussenin. 